# Placówka Straży Celnej „Wiśniewo”

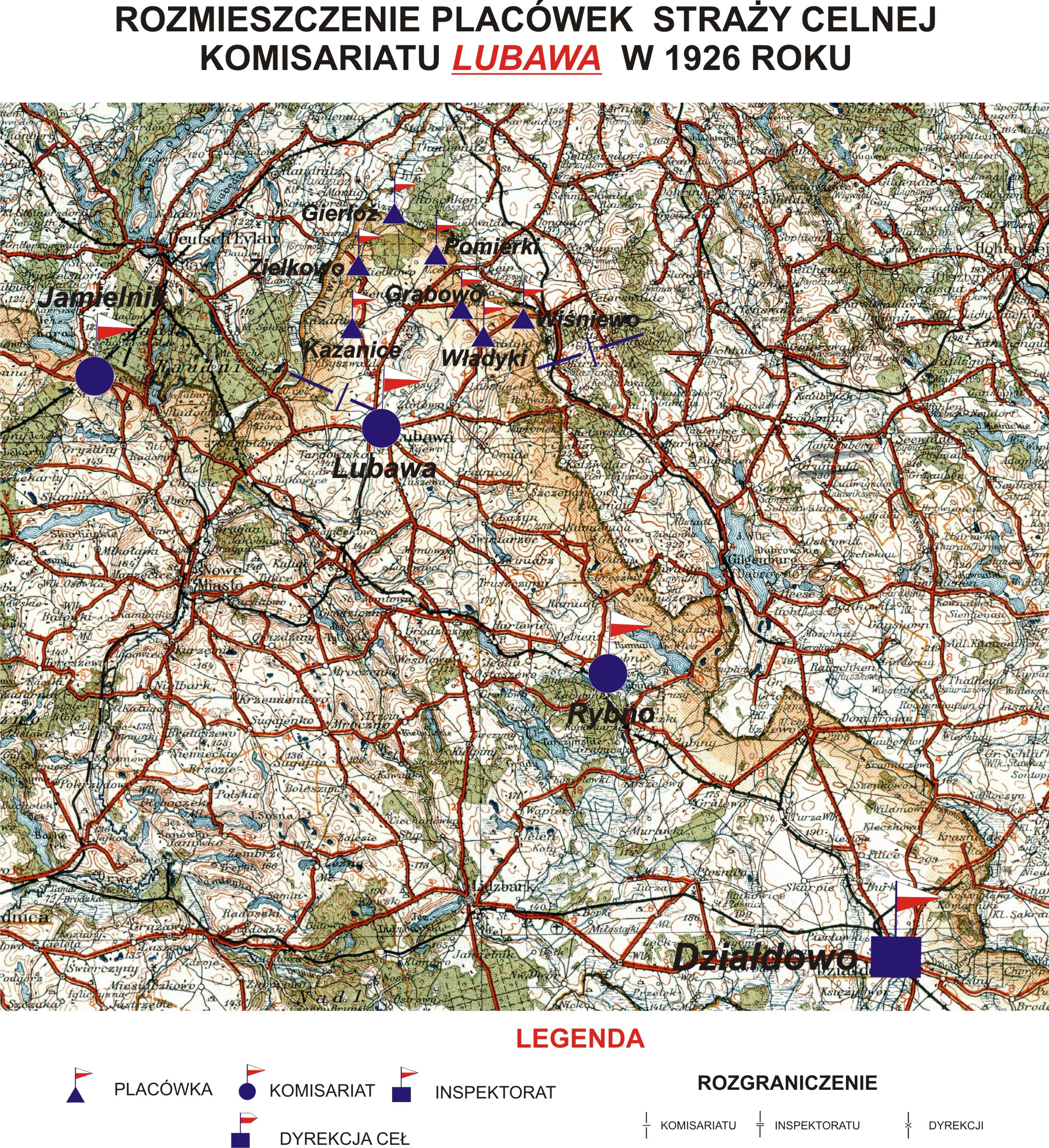
Rozmieszczenie placówek SC komisariatu "Lubawa" w 1926 roku

Placówka Straży Celnej „Wiśniewo” – jednostka organizacyjna Straży Celnej pełniąca w okresie międzywojennym służbę ochronną na granicy polsko-niemieckiej.

## Formowanie i zmiany organizacyjne
Na wniosek Ministerstwa Skarbu, uchwałą z 10 marca 1920 roku, powołano do życia Straż Celną. Jednostki Straży Celnej rozpoczęły przejmowanie odcinków granicy od pododdziałów Batalionów Celnych. W 1921 roku w Rozentalu stacjonował sztab 2 kompanii 13 batalionu celnego. Kompania wystawiała między innymi placówkę w Wiśniewie. Proces tworzenia Straży Celnej trwał do końca 1922 roku. Placówka Straży Celnej „Wiśniewo” weszła w podporządkowanie komisariatu Straży Celnej „Lubawa” z Inspektoratu SC „Działdowo”.
W drugiej połowie 1927 roku przystąpiono do gruntownej reorganizacji Straży Celnej. W praktyce skutkowało to rozwiązaniem tej formacji granicznej. Ochronę północnej, zachodniej i południowej granicy państwa przejęła powołana z dniem 2 kwietnia 1928 roku Straż Graniczna.
Rozkazem nr 1 z 12 marca 1928 roku w sprawach organizacji Mazowieckiego Inspektoratu Okręgowego Naczelny Inspektor Straży Celnej gen. bryg. Stefan Pasławski określił strukturę organizacyjną komisariatu SG „Lubawa”. Placówka Straży Granicznej I linii „Wiśniewo” znalazła się w jego strukturze.

## Służba graniczna
Sąsiednie placówki
- placówka Straży Celnej „Wałdyki” ⇔ placówka Straży Celnej „Grabowo” − 1926[9]

## Funkcjonariusze placówki
Kierownicy placówki
| stopień    | imię i nazwisko, numer | okres pełnienia służby | kolejne stanowisko |
| ---------- | ---------------------- | ---------------------- | ------------------ |
| przodownik | Jan Kaszak (2418)      | był w 1926             |                    |

Obsada personalna placówki w 1926:
- przodownik Jan Kaszak (2418)
- strażnik Piotr Musiała (2591)
- strażnik Stanisław Kuchta (3168)
- strażnik Michał Sarbinowski (2085)
- strażnik Władysław Andreszczyk (585)